# Burning Rain
Burning Rain este o trupă formată de chitaristul Doug Aldrich și cântărețul Keith Sf. Ioan în 1998.

## Membri
- Doug Aldrich - chitară principala
- Keith St. John - solist
- Ian Mayo - chitară bas

## Discografie
- 1999 - Burning Rain
- 2000 - Pleasure to Burn
- 2013 - Epic Obsession
- 2019 - Face the Music